# Bill O'Reilly
William James "Bill" O'Reilly, Jr. (Nova York, 10 de setembro de 1949) é um apresentador de televisão e rádio, escritor, colunista e comentarista político norte-americano. Entre 1996 e 2017, ele apresentou o programa The O'Reilly Factor, na Fox News, que era o programa mais assistido na televisão a cabo dos Estados Unidos.
O'Reilly geralmente é tido como um comentarista conservador, embora algumas de suas posições sejam divergentes da ortodoxia conservadora. O'Reilly se autointitula um "tradicionalista". Antes de apresentar o Factor, O'Reilly era o âncora do programa de entretenimento Inside Edition; escreveu oito livros, e apresentou o The Radio Factor, versão de seu programa no rádio, até 2009. Ele foi um dos que apoiaram a prisão de Julian Assange em um abaixo-assinado em 2010.
Em abril de 2017, Bill O'Reilly foi demitido da Fox News após denúncias de assédio sexual envolvendo funcionárias da emissora. À época, a Fox News pagou a Bill uma indenização de 25 milhões de dólares, valor equivalente a um ano de salário do apresentador. O pagamento fez parte de uma série de indenizações pagas pela Fox News a importantes figuras da empresa envolvidos em escândalos sexuais. O episódio foi retratado no filme O Escândalo, de 2019.

## Obras
Bill O'Reilly é autor ou co-autor dos seguintes livros:
- 1998 - Those Who Trespass. Bancroft Press. ISBN 0-9631246-8-4.
- 2000 - The O'Reilly Factor: The Good, the Bad, and the Completely Ridiculous in American Life. Broadway Books. ISBN 0-7679-0528-8.
- 2001 - The No Spin Zone. Broadway Books. ISBN 0-7679-0848-1.
- 2003 - Who's Looking Out For You?. Broadway Books. ISBN 0-7679-1379-5.
- 2004 - The O'Reilly Factor For Kids: A Survival Guide for America's Families. Harper Entertainment. ISBN 0-06-054424-4.   Em co-autoria com Charles Flowers.
- 2006 - Culture Warrior. Broadway Books. ISBN 0-7679-2092-9.
- 2007 - Kids Are Americans Too. William Morrow. ISBN 0-06-084676-3.
- 2008 - A Bold Fresh Piece of Humanity: A Memoir. Broadway Books. ISBN 0-7679-2092-9.
- 2010 - Pinheads and Patriots: Where You Stand in the Age of Obama. William Morrow. ISBN 0-06-195071-8.
- 2011 - Killing Lincoln: The Shocking Assassination that Changed America Forever. Henry Holt and Co. ISBN 0-8050-9307-9. Em co-autoria com Martin Dugard.
- 2012 - Lincoln's Last Days: The Shocking Assassination that Changed America Forever. New York, NY: Henry Holt and Co. ISBN 978-0-8050-9675-0. Em co-autoria com Dwight Jon Zimmerman.
- 2012 - Killing Kennedy: The End of Camelot. Henry Holt and Co. ISBN 978-0-8050-9666-8. Em co-autoria com Martin Dugard.
- 2013 - Kennedy's Last Days: The Assassination That Defined a Generation. Henry Holt and Co. ISBN 9780805098020.
- 2013 - Keep It Pithy: Useful Observations in a Tough World. Crown Archetype. ISBN 9780385346627.
- 2013 - Killing Jesus: A History. Henry Holt and Co.  Em co-autoria com Martin Dugard. ISBN 9780805098549
- 2014 - Killing Patton: The Strange Death of World War II's Most Audacious General. Henry Holt and Co.  Em co-autoria com Martin Dugard. ISBN 9780805096682
- 2015 - Killing Reagan: The Violent Assault that Changed a Presidency. Henry Holt and Co.  Em co-autoria com Martin Dugard. ISBN 9781627792417
- 2016 - Killing the Rising Sun: How America Vanquished World War II Japan. Henry Holt and Co.  Em co-autoria com Martin Dugard. ISBN 9781627790628
- 2017 - Killing England: The Brutal Struggle for American Independence. Henry Holt and Co.  Em co-autoria com Martin Dugard. ISBN 9780805098549
- 2018 - Killing the SS: The Hunt for the Worst War Criminals in History, Henry Holt and Co. Em co-autoria com Martin Dugard. ISBN 9781250165541.
- 2019 - The United States of Trump: How the President Really Sees America, Thorndike Press ISBN 9781432869359.
- 2020 - Killing Crazy Horse: The Merciless Indian Wars in America, Henry Holt and Co. Em co-autoria com Martin Dugard. ISBN 9781627797047.
- 2021 - Killing the Mob: The Fight Against Organized Crime in America, St. Martin's Press. Em co-autoria com Martin Dugard. ISBN 9781250273659.

### Em português
- 2013 - O Assassínio de Lincoln. Lisboa: Texto Editores ISBN 9789724745299
- 2013 - Os últimos dias de John F. Kennedy. Porto Alegre: L&PM Editores ISBN 8525429945
- 2013 - Conspiração Kennedy. Lisboa: Editora Marcador ISBN 9789897540127

### Sobre Bill O'Reilly
- 2006 - AMMAN, Joseph Minton e BREUER Tom - Sweet Jesus, I Hate Bill O'Reilly. Nation Books. ISBN 1560258810